# Stadio Saniat Rmel
Lo stadio Saniat Rmel (in arabo: ملعب سانية الرمل ) è uno stadio di calcio situato nella città di Tétouan in Marocco. Ospita le partite casalinghe del Moghreb Tétouan.
Secondo la rivista People Tetouan o nass tetouan (in arabo: ناس تطوان) lo stadio Saniat Rmel, è il più antico stadio di calcio in Africa e Medio Oriente. Nel 2013 lo stadio ha festeggiato i suoi 100 anni.

## Storia
Lo stadio è stato costruito nel 1913 sotto la supervisione dell'ingegnere Marquez de Valera e portò il nome di "Estadio de Varela" fino agli anni cinquanta del XX secolo.
Dopo l'indipendenza del Marocco nel 1956, il nome dello stadio venne cambiato in Stade de Saniat Rmel.
Nel 2007 venne installato un tappeto erboso artificiale per la prima volta, cinque anni dopo, nel 2012 venne installato un secondo tipo di tappeto erboso artificiale Polytan LigaTurf RS "il FIFA 2 Stelle" permettendo così allo stadio di poter ospitare partire internazionale ufficiale, soprattutto quelli della CAF Champions League dato che il club Moghreb Tétouan si era guadagnando il diritto di partecipare alla Champions League Africana 2012 vincendo il campionato marocchino di quell'anno.

## Caratteristiche
Ha una capienza di 15.000 posti e un tappeto erboso sintetico installato nel 2007.
Nel 2012 ha ricevuto la certificazione FIFA 2 stelle